# Gringo el Original
Jaime Davidson (Ciudad de Panamá, Panamá; 16 de octubre de 1968), más conocido por su nombre artístico Gringo el Original, es un músico panameño y uno de los pioneros de la Plena Panameña y el reggae en español.

## Biografía
Jaime Davidson nació en la Ciudad de Panamá el 16 de octubre de 1968. A una temprana edad emigró a los Estados Unidos donde se graduó de Lafayette High School en 1986. Su carrera musical dentro del reggae panameño comienza en 1991, al llevar en español pero al estilo panameño, el reggae de Shabba Ranks «Trailer load a girl», titulado «Trailer lleno de guiales», cuya versión instrumental ha sido ampliamente utilizada en la escena del reggaetón puertorriqueño.  
Cuando estuvo a punto de lanzar su primer álbum como artista, es arrestado y termina en la cárcel condenado a cadena perpetua por el caso de homicidio hacia un policía encubierto de Pensylvania. Además, se le acusaba de liderar una red de narcotraficantes que ayudó a planificar el robo de cocaína a un rival. Según los relatos que presumen su inocencia, Gringo estaba por grabar un tema musical, cuando un amigo, aparente convicto del asunto, le pide el carro prestado para asistir a un lugar, cuando el individuo, gracias a Gringo, llega al paradero, donde se forma una confrontación entre policías y bandas de narcotraficantes del que este individuo participaba. Resulta que de uno de los integrantes de la banda, dentro del tiroteo, mata a uno de los policías de la misión, pero dado que el carro era prestado, le fue presumido de que el autor del crimen fue el dueño del vehículo y del que no se encontraba presente en el momento del incidente.
Este incidente le costó la libertad a Gringo que comenzaba su carrera artística en 1991 en Brooklyn, Nueva York. Con el periodo de las investigaciones policiacas, arrestan a Gringo en el mes de febrero de 1992, siendo acusado de homicidio a un policía, aún sin tener un juicio y aviso de periodo de sentencia. En 2021, antes de la culminación del periodo presidencial de Donald Trump, fue liberado al recibir un indulto por parte del exmandatario estadounidense,

## Discografía
- 1992: Dónde lo conseguiste? [5]